# Tetragnatha lancinans
Tetragnatha lancinans är en spindelart som beskrevs av Kulczynski 1911. Tetragnatha lancinans ingår i släktet sträckkäkspindlar, och familjen käkspindlar. Inga underarter finns listade i Catalogue of Life.